# Javier Culson Pérez
Javier Culson Pérez (Ponce, 25 de juliol de 1984) és un atleta porto-riqueny, medallista bronze Olímpic, especialitzat en els 400 metres tanques. Va obtenir el pòdium en alguns esdeveniments de joventut regionals, incloent el campionat d'Atletisme Junior dels Jocs Panamericans. Culson fou medallista de plata per dos vegades als Campionats Mundials de la IAAF i competidor d'elit en la IAAF Diamond League, on va acabar segon global el 2011. Ha guanyat medalles en altres esdeveniments con els Jocs Centre Americans i del Carib a Mayagüez i els Campionats Ibero-americans. Té el rècord com "l'home més ràpid del món " en aquella categoria. Culson també va competir als Jocs Olímpics d'Estiu de 2012 on va guanyar la medalla de bronze en la cursa de 400 metres tanques.